# Enugu
Cet article concerne la ville. Pour l’État, voir État d'Enugu.
Enugu est la capitale et principale ville de l'État d'Enugu, dans le Sud-Est du Nigeria. Son nom signifie la ville sur la colline (Enu gwu en igbo).

## Histoire
Son sous-sol étant riche en charbon, la ville est créée en 1912 pour exploiter le minerai. À l'indépendance du Nigeria, en 1960 elle devient la capitale de la région de l'Est. La région se déclare indépendante en 1967 sous le nom de république du Biafra et la capitale, un temps à Aba est transférée à Enugu avec l'avancée des troupes gouvernementales nigérianes. À la réintégration du Biafra au Nigeria en 1970 la ville devient la capitale du nouvel État d'Anambra. Lors de la division de ce dernier en 1991 Enugu devient la capitale du nouvel État d'Enugu.

## Transport
La route Transafricaine 8 Lagos-Mombasa passe par Enugu.

## Personnalités liées à Enugu
- Emeka Ogboh (1977-), artiste.
- William Onyeabor (1946-2017), artiste
- Nkem Owoh (1968-), acteur.
- Ndidi Okonkwo Nwuneli (1975-), entrepreneuse sociale nigériane
- Jay-Jay Okocha (1973-), footballeur.
- Nelly Uchendu (1950-2005), chanteuse et compositrice.
- Chimamanda Ngozi Adichie (1977-), écrivaine.
- Dr. Alban (1957-), chanteur et compositeur.
- Patience Torlowei, créatrice de mode.
- Njideka Akunyili Crosby, (1983 -) femme peintre native d'Enugu[1].